# EMD SD40
SD40 ist die Herstellerbezeichnung für eine Reihe dieselelektrischer Güterzuglokomotiven, die von 1966 bis 1972 als Teil der SD-Serie bei General Motors Electro-Motive Division (EMD) in McCook (Illinois) und bei General Motors Diesel (GMD) in London (Ontario) in 1268 Exemplaren gebaut wurde. 1972 erschien die Reihe SD40-2 als Nachfolgemodell der SD40.

## Geschichte
Mit der Einführung der neuen Motorenreihe 645 des Herstellers General Motors Electro-Motive Division (EMD) zur Ablösung der bisher verwendeten Reihe 567 war die Entwicklung neuer Typen von Diesellokomotiven verbunden. Im Juli 1964 baute EMD auf der Basis der Lokomotivreihe SD35 den ersten Prototyp der Reihe SD40 mit der Nummer 434, auch als SD40X bekannt. Weitere 8 Vorserienfahrzeuge der Reihe SD40X mit den Nummern 434A bis 434H folgten im Februar und April 1965, bevor 1966 die Serienproduktion begann. Parallel zur SD40 entstanden die ebenfalls sechsachsigen Güterzuglokomotiven der Reihen SD38, SD39 und SD45. Neben dem neuen Dieselmotor des Typs 645, mit dem im Vergleich zum Vorgängermodell 567 die Leistung gesteigert und die Fehleranfälligkeit gesenkt werden konnten, besaßen SD40 und SD45 neue elektrische Ausrüstung, beispielsweise einen Wechselstrom-Hauptgenerator und moderne Steuerungstechnik.
Zwischen Januar 1966 und August 1972 wurden insgesamt 1268 Lokomotiven der Reihe SD40 hergestellt. Während EMD in McCook (Illinois) 856 Fahrzeuge für Bahngesellschaften in den Vereinigten Staaten produzierte, baute General Motors Diesel (GMD) in London (Ontario) 330 Lokomotiven für Unternehmen in Kanada. Beide Werke lieferten außerdem 72 Fahrzeuge an die Ferrocarriles Nacionales de México (NdeM) nach Mexiko, 6 nach Guinea und 4 für 1600 mm Spurweite ausgelegte Maschinen der Reihe SD40M an die Rede Ferroviária Federal Sociedade Anônima (RFFSA) nach Brasilien.
Des Weiteren entstanden von 1966 bis 1970 20 Fahrzeuge der Reihe SDP40 mit Dampfheizkessel und 153 km/h Höchstgeschwindigkeit für die Great Northern Railway (GN) und die NdeM sowie in den Jahren 1969 und 1970 18 Lokomotiven der Reihe SD40A mit längerem Rahmen und größerem Kraftstofftank für die Illinois Central Railroad (IC).
Die bedeutendsten Käufer der Standardausführung der SD40 waren die Canadian National Railway (CN) mit 241, die Union Pacific Railroad (UP) mit 115, die Missouri Pacific Railroad (MP) mit 90 und die Southern Pacific Company (SP) mit 89 Maschinen. Die Hauptaufgabe der Lokomotiven war neben dem Rangieren der Einsatz vor schweren Güterzügen, weshalb sie mit einer Mehrfachtraktionssteuerung und optional mit einer Widerstandsbremse ausgerüstet waren.
1972 stellte EMD die Produktion auf die Dash-2-Serie um, womit die neue Reihe SD40-2 als Nachfolgemodell der SD40 auf den Markt kam. Zu den wichtigsten Änderungen zählten neue Drehgestelle, längere Rahmen und eine modular aufgebaute elektrische Steuerung. Da sich die elektrische Ausrüstung der SD40-2 bewährte, wurden in den Folgejahren zahlreiche Lokomotiven der Reihe SD40 umgerüstet. Später wurden Fahrzeuge der Reihen SD40 und SD40-2 mit einer computergestützten Fahrzeugsteuerung ausgestattet und deshalb als SD40-3 klassifiziert.
In den Jahren 1980 und 1981 modernisierte Southern Pacific Transportation (SP) in den bahneigenen Werkstätten in Sacramento (Kalifornien) 86 Maschinen, die daraufhin die Bezeichnung SD40R erhielten. Ab 1993 ließ SP bei Morrison-Knudsen insgesamt 133 Fahrzeuge der Reihen SD40, SD45 und SDP 45, davon 30 SD40, zur Reihe SD40M-2 umbauen. Für Montana Rail Link (MRL) entstand das Modell SD40-2XR aus 15 SD40 und einer SDP40 durch die Umrüstung auf Dash-2-Technik. Für eine Lokomotive der Reihe SD50 der Norfolk Southern Railway (NS) wurde nach einer Senkung der Motorleistung die Typenbezeichnung SD40E vergeben.
Seit den 1980er Jahren wurden die Lokomotiven der Reihe SD40 zunehmend durch neuere Lokomotivtypen verdrängt. Ende der 1990er Jahre war die Ausmusterung weitgehend abgeschlossen. Einige Fahrzeuge wurden vor der Verschrottung bewahrt und blieben museal erhalten, darunter der erstgebaute Prototyp im Monticello Railway Museum in Monticello (Illinois).

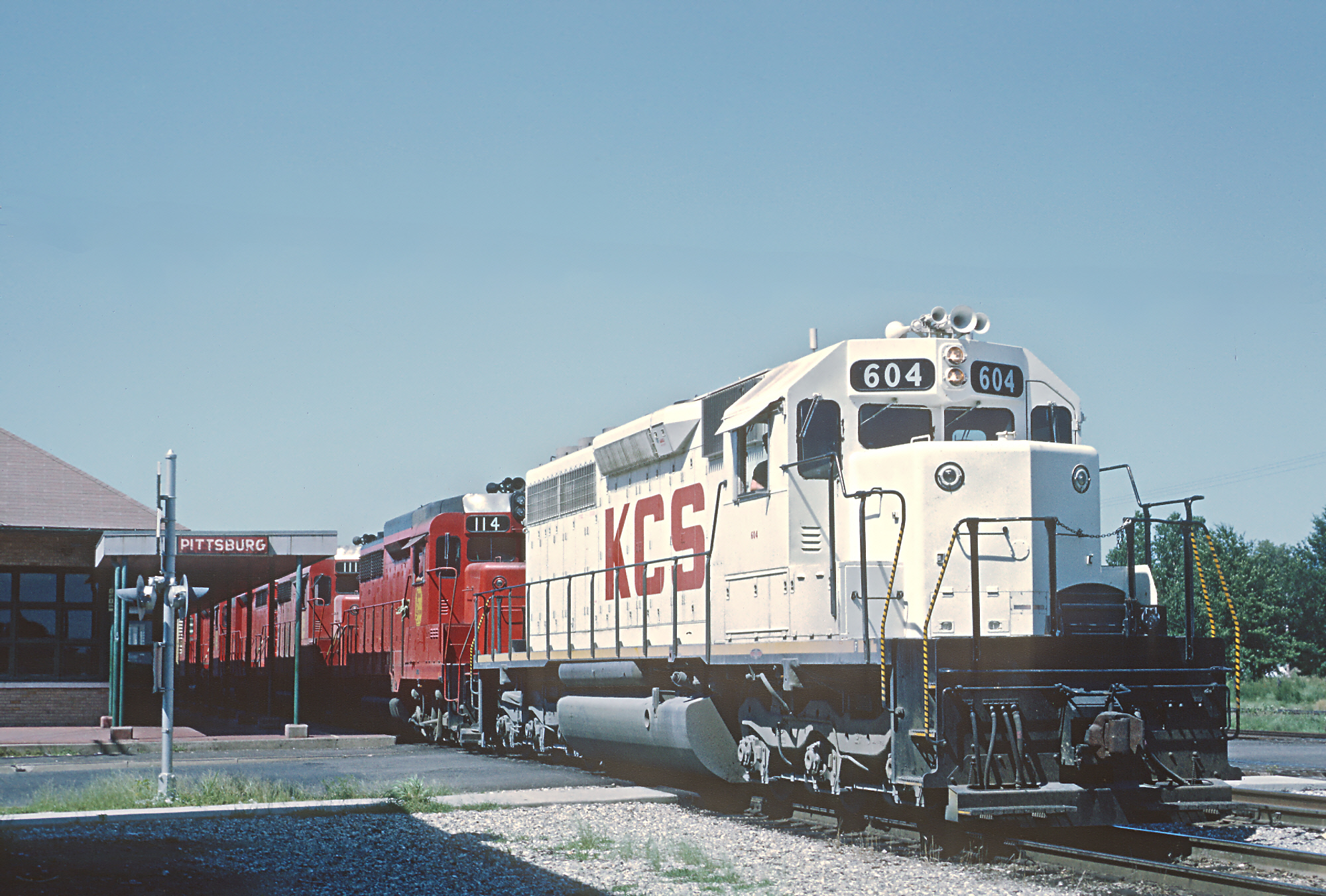
KCS 604 in Pittsburg (Juli 1967)
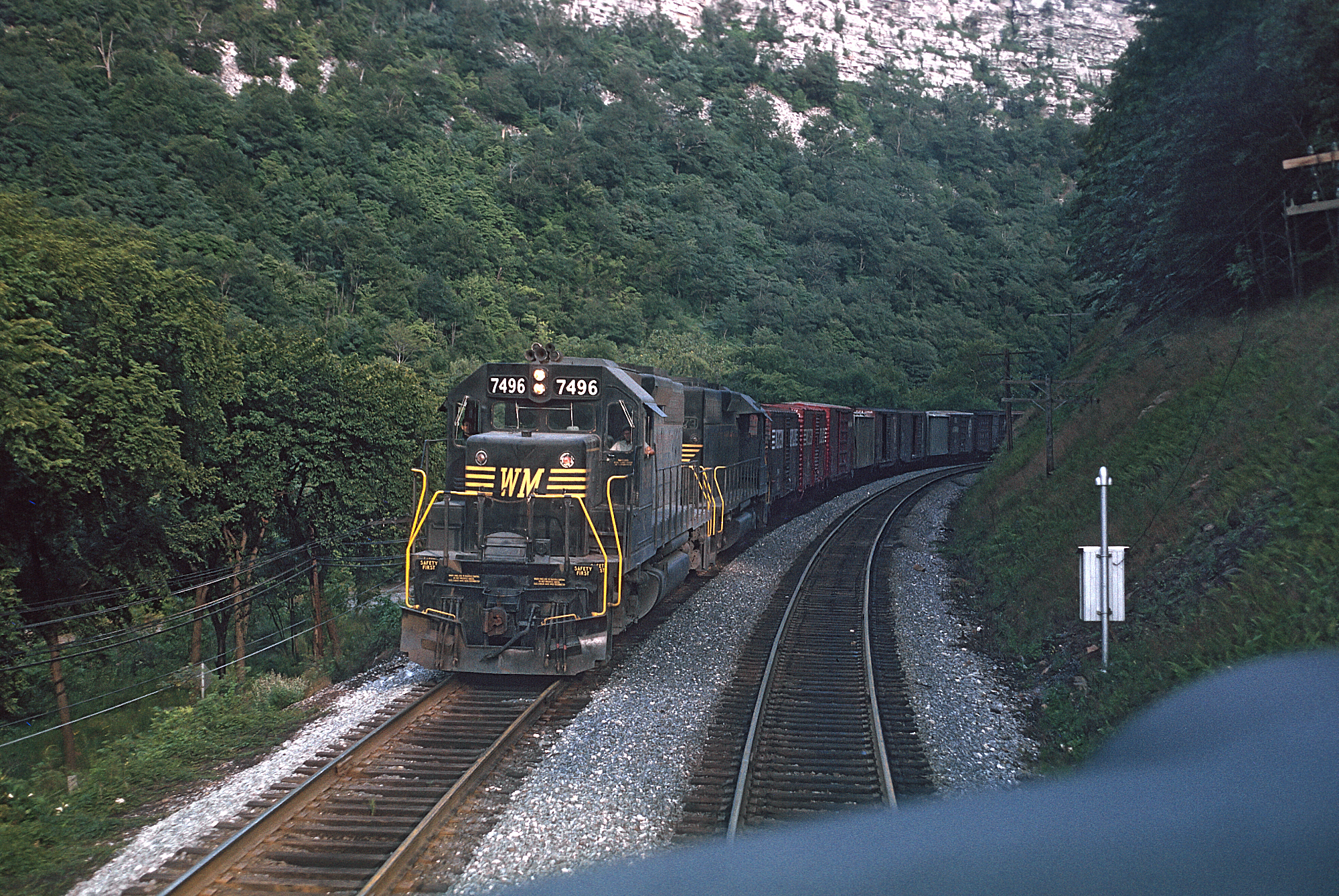
WM 7496 im Cumberland Narrows (August 1969)
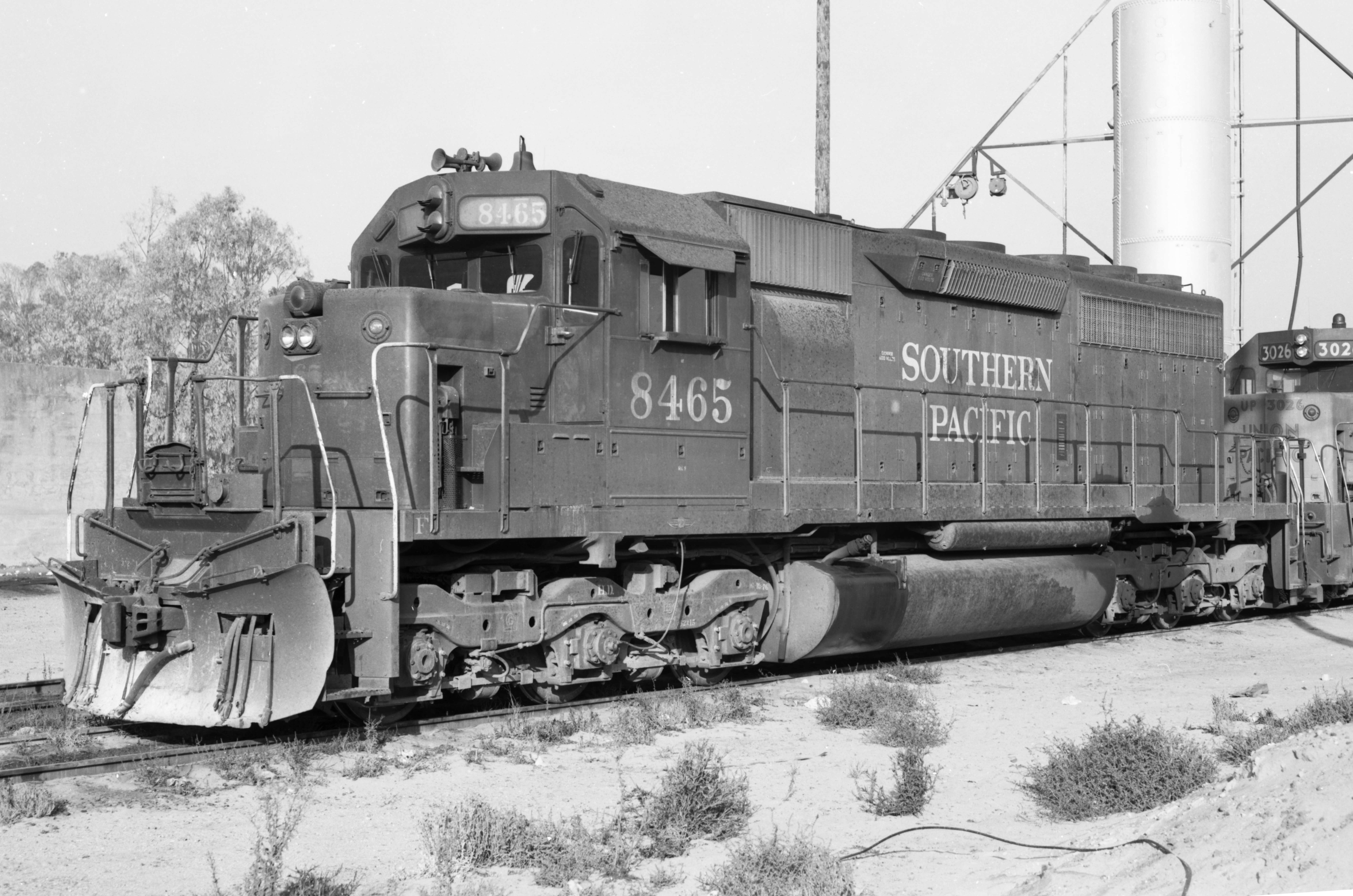
SP 8465 in San Francisco (Dezember 1976)

## Technische Beschreibung
Der geschweißte Hauptrahmen, der mit den Rahmen von SD38, SD39 und SD45 nahezu identisch ist, stützt sich über zwei H-förmige Wiegen auf die beiden dreiachsigen Gussrahmendrehgestelle mit symmetrischem Achsstand, welche Schraubenfedern als Primär- und Sekundärfederung besitzen. Die Verbindung zwischen Hauptrahmen und Wiegen wird durch Drehpfannen hergestellt. Den Abschluss des Lokomotivrahmens bildet an den Enden jeweils eine Stirnplatte, die einen einfachen Bahnräumer oder einen Schneepflug trägt. Die Reibungsmasse entspricht der Dienstmasse der Lokomotive und liegt je nach Ausstattung des Fahrzeugs zwischen 163,3 t und 178,3 t. Die mittlere Achslast beträgt damit 27,2 t bis 29,7 t. Der Hauptrahmen trägt den Vorbau, den Führerstand und die Aufbauten des Maschinenraums, wobei der Vorbau und der über Türen zugängliche Maschinenraum zwischen seitlichen Umläufen angeordnet und daher schmaler als der Führerstand sind. Der Umlauf auf der linken Seite des Fahrzeugs führt über die Luftkanäle zur Kühlung der Fahrmotoren und liegt deshalb etwas höher als der rechte Umlauf. Der Vorbau beinhaltet einen Sandkasten für die pneumatisch betriebene Sandstreueinrichtung, die zusammen mit einem zweiten Behälter für das hintere Drehgestell über einen Sandvorrat von 1,59 m³ verfügt. 45 Lokomotiven für die Norfolk and Western Railway (N&W) sowie 31 Maschinen für die Southern Railway (SOU) besaßen anstelle des niedrigen Vorbaus einen höheren Aufbau vor dem Führerstand. An beiden Enden des Fahrzeugs ist eine durch Geländer geschützte Rangierplattform sowie eine Übergangsbrücke für den Einsatz in Mehrfachtraktion vorhanden.
Unterhalb des Führerstandes sind die Starterbatterien des Dieselmotors mit einer Nennspannung von 64 V und einer Kapazität von 420 Ah angeordnet. Hinter dem Führerstand befindet sich der elektrische Schaltschrank für das vordere Drehgestell, gefolgt von einer Einrichtung zur Frischluftversorgung des Maschinenraums mit seitlichen Einlässen unter dem Dach. Die von einem Lüfter angesaugte Umgebungsluft wird dabei mithilfe eines Trägheitsabscheiders weitgehend von Staub befreit und anschließend in den Maschinenraum geleitet, um für den Fahrmotorlüfter, den Hauptgeneratorlüfter und die Ölbadluftfilter des Dieselmotors gereinigte Luft bereitzustellen. In der Mitte des Fahrzeugs ist die Antriebsanlage, bestehend aus Dieselmotor und Hauptgenerator, angeordnet, wobei sich der Hauptgenerator zusammen mit einem Hilfsgenerator vor dem Motor befindet. Die Lokomotiven besitzen einen Dieselmotor des Typs EMD 16-645E3. Dieser ist ein wassergekühlter Sechzehnzylinder-V-Motor mit Abgasturbolader, arbeitet nach dem Zweitaktprinzip und erreicht bei einer Drehzahl von 900 min−1 eine Leistung von 2240 kW. Bei niedrigen Motordrehzahlen ist der Turbolader über ein mechanisches Getriebe mit dem Dieselmotor verbunden und wird bei höherer Drehzahl, wenn der Abgasdruck ausreicht, durch eine Fliehkraftkupplung getrennt. Die Zylinder weisen einen Innendurchmesser von 230 mm und einen Kolbenhub von 254 mm auf. Daraus ergibt sich ein Hubraum von 10,6 l pro Zylinder und 169,1 l des gesamten Motors. Es sind rund 920 l Schmieröl und 1120 l Kühlwasser vorhanden. Mit einem achtstufigen Fahrschalter reguliert der Lokomotivführer die Motordrehzahl und somit die Antriebsleistung. Der vom Dieselmotor angetriebene Wechselstrom-Hauptgenerator des Typs EMD AR10 versorgt über vorgeschaltete Gleichrichter die sechs fremdbelüfteten Tatzlager-Gleichstromfahrmotoren vom Typ EMD D77. Ein kleinerer Wechselstromgenerator des Modells D14, der mit dem Hauptgenerator eine Einheit bildet, erzeugt die Erregerspannung des Hauptgenerators und liefert den Strom für die Kühlerlüfter des Dieselmotors sowie die Frischluftversorgung des Maschinenraums. Der Gleichstrom-Hilfsgenerator Delco A8102 versorgt das Bordnetz für elektrische Steuerungen, Pumpenantriebe, Beleuchtung und das Laden der Starterbatterien. Den hinteren Abschluss des Maschinenraums bildet die Kühlanlage des Dieselmotors. Über den Wärmetauschern befinden sich drei von Wechselstrommotoren angetriebene Kühlerlüfter, welche die Kühlluft durch seitliche Einlässe ansaugen und nach oben ausstoßen. Nach demselben Prinzip arbeiten die beiden Lüfter zur Kühlung der, wenn vorhanden, über dem Dieselmotor angeordneten Bremswiderstände. Unterhalb der Kühlanlage des Motors sind Ausgleichsbehälter, Filter und Pumpen für Schmieröl, Dieselkraftstoff und Kühlwasser sowie ein vom Dieselmotor angetriebener Kolbenluftpresser des Typs Gardner Denver WBO zur Befüllung der Hauptluftbehälter ebenso wie der elektrische Schaltschrank für das hintere Drehgestell untergebracht. Die beiden Hauptluftbehälter des Druckluftsystems mit einem gemeinsamen Volumen von 800 l sind beidseits längs am Lokomotivrahmen angebracht. Zwischen den Drehgestellen befindet sich der Kraftstofftank mit einem Fassungsvermögen von 12 100 l, optional 15 100 l.
Eine indirekt wirkende Druckluftbremse dient als Zugbremse, eine direkt wirkende Druckluft-Zusatzbremse als Lokomotivbremse und eine Handbremse zur Sicherung im Stand. Die pneumatische Bremsausrüstung der Bauart 26L stammt von Westinghouse. Die mechanische Einrichtung ist als Klotzbremse mit zwei Bremsklötzen pro Radsatz ausgeführt. Die Handbremse wirkt je nach Ausführung auf zwei Radsätze des vorderen oder des hinteren Drehgestells. Optional ist außerdem eine Widerstandsbremse vorhanden. Standardmäßig verfügen die Fahrzeuge über eine Mehrfachtraktionssteuerung, für die viele Lokomotiven bei späteren Modernisierungen mit fest installierten Steuerkabeln an den Fahrzeugenden ausgerüstet wurden, so beispielsweise die Maschinen der Reihe SD40R. Teilweise wurde eine Locotrol-Funkfernsteuerung eingebaut. Das Übersetzungsverhältnis zwischen Fahrmotor und Radsatz beträgt wahlweise 1 : 4,13, 1 : 3,81 oder 1 : 3,53. Daraus ergeben sich Höchstgeschwindigkeiten von 114 km/h, 124 km/h und 134 km/h. Bei einem Übersetzungsverhältnis von 1 : 4,13 beträgt die Anfahrzugkraft 410 kN. Weitere Optionen beinhalteten einen leistungsfähigeren Luftpresser, einen größeren Schmierölvorrat, verschiedene zusätzliche Ausstattung des Führerstandes sowie eine Personaltoilette im Vorbau der Lokomotive.